# Pisione brevicirra
Pisione brevicirra är en ringmaskart. Pisione brevicirra ingår i släktet Pisione och familjen Pisionidae. Utöver nominatformen finns också underarten P. b. platycauda.